# Richard Martin (acteur)
Pour les articles homonymes, voir Richard Martin et Martin.
Richard Martin (né le 12 décembre 1917, à Spokane dans l'État de Washington (États-Unis), et mort le 4 septembre 1994 à Newport Beach en Californie) est un acteur américain. Il a succombé à une leucémie.

## Filmographie
- 1943 : Bombardier de Richard Wallace
- 1968 : Les Compagnons de Baal : l'homme des toits